# Tren Ligero de Portland

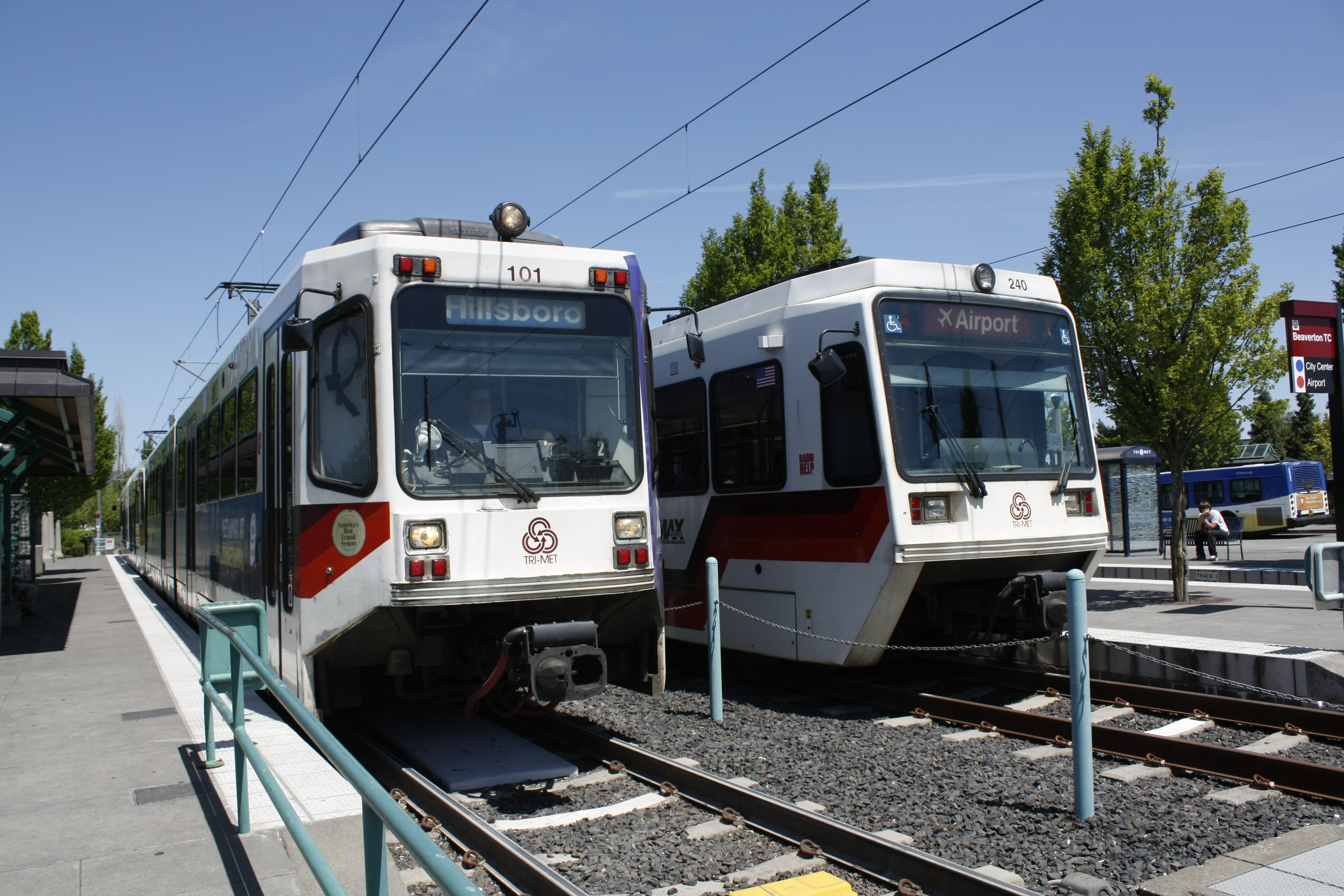
Los más viejos Bombardier izquierda y los Siemens SD660, derecha en Beaverton Transit Center, de la Línea Azul y la Línea Roja, respectivamente.

El Metropolitan Area Express (MAX, o Expreso del Área Metropolitana en español americano) es un sistema de tren ligero en el área metropolitana de Portland el estado de Oregón en los Estados Unidos. Es operado por TriMet y actualmente cuenta con cinco líneas: Azul, Verde, Rojo, Amarillo y Naranja.
Transporta un promedio de 123.000 y 130.000 pasajeros por día de lunes a viernes, dependiendo de la época del año, pero 126.225 por día (entre semana) para el período de 11 meses entre julio de 2010 hasta mayo de 2011 (los primeros once meses del año fiscal de TriMet 2011) y ha sido tan alto como 134.300 por día en un mes determinado. Desde su inicio alrededor de $ 3 mil millones han sido invertidos en el tren ligero en Portland (a partir de 2004).

## Trazado
En partes del sistema el tren, sobre todo en el centro de Portland y Hillsboro, MAX circula por vías tranviarias en las calles. A excepción del Portland Transit Mall, los tranvías circulan en carriles reservados y cerrado a otros vehículos motorizados. En el Transit Mall, los tranvías funcionan en las mismas rutas que los autobuses TriMet (aunque los trenes MAX tienen prioridad de tráfico). En otros lugares, MAX circula dentro de su propio y exclusivo derecho de vía, en el carril central de las calles, al lado de las autopistas, y en antiguos corredores ferroviarios.
|  | Línea          | Abierto   | Estaciones | Longitud           | Terminal |
|  | -------------- | --------- | ---------- | ------------------ | --- |
|  | Línea Azul     | 1986/1998 | 51         | 52.6 km (32.7 mi ) | Hillsboro – City Center – Gresham                                                                            |
|  | Línea Verde    | 2009      | 28         | 22.7 km (14.1 mi)  | Clackamas Town Center Transit Center – City Center – Southwest 5th & Mill Street / Portland State University |
|  | Línea Roja     | 2001      | 29         | 41.0 km (25.5 mi)  | Aeropuerto Internacional de Portland – City Center – Beaverton Transit Center                                |
|  | Línea Naranja  | 2015      | 17         | 11.7 km (7.3 mi)   | Union Station – City Center – Southwest 5th & Mill Street / Portland State University - Milwaukie            |
|  | Línea Amarilla | 2004      | 22         | 12.6 km (7.8 mi)   | Expo Center – City Center – Southwest 5th & Mill Street / Portland State University                          |